# Syzygium cleyerifolium
Syzygium cleyerifolium là một loài thực vật có hoa trong Họ Đào kim nương. Loài này được (Yatabe) Makino miêu tả khoa học đầu tiên năm 1902.